# Citytv
Citytv è un'emittente televisiva canadese di proprietà del gruppo Rogers Communications e attiva dal 28 settembre 1972. Non gode dello status di operatore nazionale, ma copre gran parte del Canada grazie alle sue cinque sedi distaccate a Toronto, Winnipeg, Calgary, Edmonton, Vancouver, e nel Saskatchewan. Inoltre, attraverso la tv via cavo è ricevibile anche in alcune zone del Nord degli Stati Uniti.